# Somalie aux Jeux olympiques d'été de 2016
La Somalie participe aux Jeux olympiques d'été de 2016 à Rio de Janeiro au Brésil du 5 août au 21 août. Il s'agit de sa 9e participation à des Jeux d'été.

## Athlétisme

### Homme

#### Course
| Athlétes             | Compétitions | Série          | Série | Demi-finales | Demi-finales | Finale  | Finale  |
| -------------------- | ------------ | -------------- | ----- | ------------ | ------------ | ------- | ------- |
| Athlétes             | Compétitions | Temps          | Rang  | Temps        | Rang         | Temps   | Rang    |
| Mohamed Daud Mohamed | 5 000 mètres | 14 min 57 s 84 | 24e   | NC           | NC           | Eliminé | Eliminé |

### Femme

#### Course
| Athlètes        | Compétitions | Série         | Série | Demi-finales | Demi-finales | Finale   | Finale   |
| --------------- | ------------ | ------------- | ----- | ------------ | ------------ | -------- | -------- |
| Athlètes        | Compétitions | Temps         | Rang  | Temps        | Rang         | Temps    | Rang     |
| Maryan Nuh Muse | 400 mètres   | 1 min 10 s 14 | 8e    | Éliminée     | Éliminée     | Éliminée | Éliminée |
|                 |              |               |       |              |              |          |          |